# Poole (Nebraska)
Poole – jednostka osadnicza w Stanach Zjednoczonych, w stanie Nebraska, w hrabstwie Buffalo.